# Kotoura-san
Kotoura-san (琴浦さん?) è un manga yonkoma scritto e disegnato da Enokizu, pubblicato sulla rivista on-line Manga Goccha di Micro Magazine dal 14 ottobre 2010 al 22 aprile 2015. Da esso è stata tratta una serie televisiva anime di 12 episodi, prodotta dallo studio AIC Classic e andata in onda sul network giapponese Chubu-Nippon Broadcasting dall'11 gennaio al 29 marzo 2013.

## Trama
Haruka Kotoura è una ragazza che ha da sempre la capacità di leggere la mente. Prima di essere in grado di capire e di controllare questo potere, si trova più volte a rendere inavvertitamente pubblici i segreti più intimi della gente, causando la dissoluzione della sua famiglia e il conseguente abbandono da parte dei suoi genitori. Inoltre viene isolata dai suoi compagni di classe, che la considerano un mostro, pronto a violare i loro pensieri più nascosti ed è quindi costretta a trasferirsi in una nuova scuola. Qui incontra Yoshihisa Manabe, un suo compagno di classe che nonostante si renda conto che lei può leggere la sua mente, non ne ha paura e anzi prova attrazione per lei.

## Personaggi

La protagonista Haruka Kotoura

Haruka Kotoura (琴浦?, Kotoura Haruka)
Doppiata da: Hisako Kanemoto
Haruka Kotoura, è una ragazza con la capacità psichica di leggere nelle menti altrui fin dalla più tenera età. Compie gli anni il 1 Settembre. Non potendo tuttavia comprendere la portata del suo potere spesso rivelava ciò che la gente pensava in quel momento, finendo per essere esclusa dai suoi compagni di classe. Un'altra gravissima conseguenza della sua capacità psichica è quando inconsapevolmente svela una relazione che ognuno dei suoi genitori aveva con qualcun altro. La stessa madre l'abbandona, ormai inacidita dallo stress accumulato in quel periodo, dicendo ad Haruka una frase orribile: "non avrei mai dovuto farti nascere." Questo fa sì che Haruka pensi di portare solo guai agli altri, e il modo migliore per evitare di ferire sé stessa e la gente è quello di non avvicinarsi a nessuno. Questo fino al giorno in cui incontra Yoshihisa Manabe. Normalmente pacata e timida, si agita moltissimo ogni volta che percepisce le fantasie oscene di Yoshihisa. Sembra anche che perda le sue abilità psichiche quando si ammala. Poco per volta si affeziona a Yoshihisa e al resto del Club "Società di Ricerca ESP".
Yoshihisa Manabe (真鍋義?, Manabe Yoshihisa)
Doppiato da: Jun Fukushima
Yoshihisa è un ragazzo un po' stupido ma di buon cuore che fa amicizia con la solitaria Haruka Kotoura. Compie gli anni il 15 febbraio. È conosciuto a scuola per essere il più grande pervertito in circolazione, reputazione convalidata dalle sue fantasie su Haruka, finendo però ogni volta per imbarazzarla. È ben consapevole di questo e spesso lascia che gli legga nei pensieri solo per il gusto di prenderla un po' in giro. Tuttavia tiene al suo benessere, e si trova saldamente al suo fianco anche quando la sua amica d'infanzia Hiyori Moritani (della quale categoricamente ignora ogni sua avance) e le sue amiche maltrattano Haruka. La sua sincerità diventa molto evidente per la ragazza quando scopre che era Hiyori la causa principale delle crudeli prese in giro verso di lei a scuola. Arriva persino a cercarla in classe a dirle che Haruka aveva vomitato sul pavimento della scuola solo perché aveva percepito quanto fosse sporca la sua mente.
Yuriko Mifune (御舟百合?, Mifune Yuriko)
Doppiata da: Kana Hanazawa
Yuriko Mifune è la presidentessa del club scolastico Società di Ricerca ESP. Prima dell'inizio della serie la madre di Yuriko era una chiaroveggente (come Haruka) che aiutava spesso nelle indagini della polizia. Tuttavia venne accusata ingiustamente dai media di non dire il vero. Infine si suicida per sfuggire al pubblico ludibrio, portando la vergogna nel resto della famiglia e facendo disperare la figlia, che invece le credeva. Da allora Yuriko si fece in quattro per dimostrare l'esistenza dei sensitivi e ristabilire l'immagine della madre e della sua famiglia, trovando finalmente un'opportunità in Haruka Kotoura. Col passare del tempo, però, capisce di essere un'egoista con colei che considera un'amica. Prova dei sentimenti non corrisposti per Daichi Muroto, il suo migliore amico. Compie gli anni il 17 marzo.
Daichi Muroto (室戸?, Muroto Daichi)
Doppiato da: Hiro Shimono
Daichi Muroto è il vicepresidente della Società di Ricerca ESP. Pur essendo molto basso ha la stessa età di Yuriko Mifune ed è il suo amico d'infanzia. Molto intelligente e percettivo, è di solito il primo a capire i piani di Yuriko per poi mettere in discussione le sue azioni, ma non fa mai nulla per impedirle. Yuriko prova qualcosa per lui, ma lui la ignora del tutto. Tuttavia la tiene in grande considerazione e la rispetta molto.

## Episodi
| Nº | Titolo italiano (traduzione letterale) Giapponese 「Kanji」 - Rōmaji          | In onda          | In onda |
| Nº | Titolo italiano (traduzione letterale) Giapponese 「Kanji」 - Rōmaji          | Giapponese       |         |
| 1  | Kotoura-san e Manabe-kun 「琴浦さんと真鍋くん」 - Kotōra-san to Manabe-kun    | 11 gennaio 2013  |         |
| 2  | Il primo... 「初めての…」 - Hajimete no...                                    | 18 gennaio 2013  |         |
| 3  | Così felice, così divertente 「嬉しくて、楽しくて」 - Ureshikute, tanoshikute | 25 gennaio 2013  |         |
| 4  | Il mondo che cambia 「変わる世界」 - Kawaru sekai                             | 1º febbraio 2013 |         |
| 5  | Paradiso scolastico? 「学園天国？」 - Gakuen tengoku?                         | 8 febbraio 2013  |         |
| 6  | Vacanze estive! 「夏休み!」 - Natsuyasumi!                                    | 15 febbraio 2013 |         |
| 7  | In questo mondo, io... 「この世界に私は」 - Kono sekai ni watashi wa          | 22 febbraio 2013 |         |
| 8  | Non é un appuntamento 「デートじゃないもん」 - Dēto janaimon                  | 1º marzo 2013    |         |
| 9  | Sono tutti intorno a me 「まわりにはみんなが」 - Mawari ni wa minna ga        | 8 marzo 2013     |         |
| 10 | Ma tu non sei qui 「だけどあなたはいない」 - Dakedo anata wa inai             | 15 marzo 2013    |         |
| 11 | Restami accanto 「スタンド·バイ·ミー」 - Sutando bai Mī                       | 22 marzo 2013    |         |
| 12 | Le cose che vorrei dirti 「伝えたい言葉（ココロ）」 - Tsutaetai kokoro        | 29 marzo 2013    |         |